# Суседи (филм)
Суседи је југословенска драма из 2000. године. Режирао ју је Петар Зец, који је написао и сценарио према мотивима из прозе Иве Андрића.